# A430高速公路
A430高速公路是法国的一条高速公路，始于Aiton，终于阿尔贝维尔，与A43高速相连。A430全长15千米，东西走向。该高速在Aiton与欧洲E70公路相连，在阿尔贝维尔与90号国道相接。